# Metro (газета)
Metro — найтиражніша безкоштовна газета Сполученого Королівства. У форматі таблоїда його публікує DMG Media. Газета розповсюджується з понеділка по п’ятницю (за винятком державних свят і періоду між Святвечором і Новим роком включно) вранці в поїздах і автобусах, а також на залізничних станціях/станціях метро, в аеропортах і лікарнях у вибраних міських районах Англії, Уельсу та Шотландії. Примірники також роздають пішоходам.
Metro належить Daily Mail and General Trust plc (DMGT), що є частиною тієї ж медіагрупи, що й Daily Mail і The Mail on Sunday, але в деяких регіонах Metro працює як франшиза з місцевим видавцем газети, а не як повна компанія. власний концерн. Будучи дочірньою газетою консервативної Daily Mail, газета ніколи не підтримувала жодну політичну партію чи кандидата та стверджує, що займає нейтральну політичну позицію у своїх звітах.

## Зміст
Більшість матеріалів газети виробляється в Northcliffe House в Кенсінгтоні, на заході Лондона. В Англії та Уельсі немає регіональних видань, за винятком випадкових відмінностей у спортивному та мистецькому вмісті, призначеному для певної місцевої аудиторії. Окрема невелика команда створює шотландське видання Metro; однак часто єдиною суттєвою відмінністю між двома версіями є титульна сторінка.
Газета складається з трьох основних категорій: новини, статті та спорт. Розділ новин містить Guilty Pleasures, який зазвичай містить від однієї до чотирьох сторінок новин шоу-бізнесу та розваг; сторінки листів; і сторінку для ділових новин. Популярною функцією сторінок з листами є «Руш-Хоур Crush», у якому читачі надсилають анонімні повідомлення іншим користувачам громадського транспорту, яких вони вважають привабливими. Колона призвела до принаймні одного шлюбу. У розділі новин також періодично містяться колонки політичних експертів, таких як Софі Рідж із Sky News. Однак, незважаючи на те, що ці колонки пропонують аналіз, вони зазвичай не виражають підтримки політичних позицій або кандидатів, тому їх не вважають коментарями, як в інших газетах.

## Конкуренція
Metro зіткнувся з конкуренцією в деяких частинах Великобританії з боку інших безкоштовних газет, а також суперництво з боку платних національних видань. Нинішній редактор Тед Янг сказав, що його «мантра» полягає в тому, щоб випускати газету, за яку читачі готові були б платити.
У 1999 році Metro International спробувала запустити власне видання у Великій Британії, яке поширювалося в Ньюкаслі за системою Tyne & Wear Metro від Tyne, яка конкурувала з Metro від DMGT. Після боротьби один з одним з однаковою назвою Metro International змінила назву на Morning News . Однак ця спроба була недовгою, і невдовзі «Ранкові новини» було припинено.